# Far Away (榊原ゆいの曲)
「Far Away」（ファー・アウェイ）は、榊原ゆいの7作目のシングル。2007年4月6日にLOVE×TRAX☆Recordsからリリースされた。
表題曲「Far Away」は、PCゲーム『Figurehead』のオープニングテーマになっており、カップリングには同ゲームエンディングテーマ「アイノウタ」が収録されている。「アイノウタ」は、バラード調の切ない楽曲となっている。

## 収録曲
1. Far Away
  - 作詞・作曲：榊原ゆい、編曲：香川大稀・芝千友
2. アイノウタ
  - 作詞・作曲：榊原ゆい、編曲：井ノ原智
3. Far Away（Instrumental）
4. アイノウタ（Instrumental）